# Haruka Kitagučiová
Haruka Kitagučiová (japonsky: 北口 榛花, Kitaguči Haruka; * 16. března 1998 Asahikawa) je japonská oštěpařka, mistryně světa z roku 2023 z Budapešti a olympijská vítězka z Paříže z roku 2024. Její osobní rekord činí 67,04 m, který hodila v roce 2023 v polském Chořově.
Od roku 2018 ji trénuje český trenér David Sekerák. Bydlí v Domažlicích Je členkou atletického klubu AC Tepo Kladno.